# Ben Wijnstekers
Ben Wijnstekers (Rotterdam, 1955. augusztus 31. –) válogatott holland labdarúgó, hátvéd.

## Pályafutása

### Klubcsapatban
Az RVAV Overmaas, majd a Feyenoord korosztályos csapataiban kezdte a labdarúgást. 1975-ben mutatkozott be a Feyenoord első csapatában, ahol egy bajnoki címet és két holland kupa győzelmet ért el. 13 idény után, 1988-ban szerződött a belga KRC Mechelen együtteséhez. Az 1990-91-es szezonban a belga Germinal Ekeren labdarúgója volt. Itt fejezte be az aktív labdarúgást.

### A válogatottban
1979 és 1985 között 36 alkalommal szerepelt a holland válogatottban és egy gólt szerzett. Tagja volt az 1980-as olaszországi Európa-bajnokságon részt vevő csapatnak.

## Sikerei, díjai
Feyenoord
- Holland bajnokság (Eredivisie)
  - bajnok: 1983–84
- Holland kupa (KNVB)
  - győztes: 1980, 1984

## Statisztika

### Mérkőzései a holland válogatottban
| Hollandia | Hollandia            | Hollandia                                 | Hollandia     | Hollandia | Hollandia     | Hollandia     | Hollandia | Hollandia |
| #         | Dátum                | Helyszín                                  | Hazai         | Eredmény  | Vendég        | Kiírás        | Gólok     | Esemény   |
| --------- | -------------------- | ----------------------------------------- | ------------- | --------- | ------------- | ------------- | --------- | --------- |
| 1.        | 1979. szeptember 26. | Rotterdam, Feijenoord Stadion             | Hollandia     | 1 – 0     | Belgium       | barátságos    | -         |           |
| 2.        | 1979. október 17.    | Amszterdam, Olimpiai Stadion              | Hollandia     | 1 – 1     | Lengyelország | Eb-selejtező  | -         |           |
| 3.        | 1979. november 21.   | Lipcse, Zentralstadion                    | NDK           | 2 – 3     | Hollandia     | Eb-selejtező  | -         |           |
| 4.        | 1980. március 26.    | Párizs, Parc des Princes                  | Franciaország | 0 – 0     | Hollandia     | barátságos    | -         |           |
| 5.        | 1980. június 11.     | Nápoly, Stadio San Paolo (ITA)            | Görögország   | 0 – 1     | Hollandia     | Eb-csoportkör | -         |           |
| 6.        | 1980. június 14.     | Nápoly, Stadio San Paolo (ITA)            | NSZK          | 3 – 2     | Hollandia     | Eb-csoportkör | -         |           |
| 7.        | 1980. június 17.     | Milánó, Giuseppe Meazza Stadion (ITA)     | Csehszlovákia | 1 – 1     | Hollandia     | Eb-csoportkör | -         |           |
| 8.        | 1980. szeptember 10. | Dublin, Lansdowne Road                    | Írország      | 2 – 1     | Hollandia     | vb-selejtező  | -         |           |
| 9.        | 1980. október 11.    | Eindhoven, Philips Sportpark              | Hollandia     | 1 – 1     | NSZK          | barátságos    | -         | 86'       |
| 10.       | 1980. november 19.   | Brüsszel, Heysel Stadion                  | Belgium       | 1 – 0     | Hollandia     | vb-selejtező  | -         | 26'       |
| 11.       | 1980. december 30.   | Montevideo, Estadio Centenario            | Uruguay       | 2 – 0     | Hollandia     | Mundialito    | -         |           |
| 12.       | 1981. január 6.      | Montevideo, Estadio Centenario (URU)      | Olaszország   | 1 – 1     | Hollandia     | Mundialito    | -         |           |
| 13.       | 1981. április 29.    | Nicosia, Makário Stadion                  | Ciprus        | 0 – 1     | Hollandia     | vb-selejtező  | -         |           |
| 14.       | 1981. szeptember 1.  | Zürich, Hardturm stadion                  | Svájc         | 2 – 1     | Hollandia     | barátságos    | -         |           |
| 15.       | 1981. szeptember 9.  | Rotterdam, Feijenoord Stadion             | Hollandia     | 2 – 2     | Írország      | vb-selejtező  | -         |           |
| 16.       | 1981. november 18.   | Párizs, Parc des Princes                  | Franciaország | 2 – 0     | Hollandia     | vb-selejtező  | -         |           |
| 17.       | 1982. szeptember 1.  | Reykjavík, Laugardalsvöllur               | Izland        | 1 – 1     | Hollandia     | Eb-selejtező  | -         |           |
| 18.       | 1982. szeptember 22. | Rotterdam, Feijenoord Stadion             | Hollandia     | 2 – 1     | Írország      | Eb-selejtező  | -         |           |
| 19.       | 1982. november 10.   | Rotterdam, Feijenoord Stadion             | Hollandia     | 1 – 2     | Franciaország | barátságos    | -         |           |
| 20.       | 1982. december 19.   | Aachen, Tivoli Stadion (FRG)              | Málta         | 0 – 6     | Hollandia     | Eb-selejtező  | -         |           |
| 21.       | 1983. február 16.    | Sevilla, Ramón Sánchez Pizjuan Stadion    | Spanyolország | 1 – 0     | Hollandia     | Eb-selejtező  | -         |           |
| 22.       | 1983. április 27.    | Utrecht, Stadion Galgenwaard              | Hollandia     | 0 – 3     | Svédország    | barátságos    | -         | 46'       |
| 23.       | 1983. szeptember 7.  | Groningen, Stadion Oosterpark             | Hollandia     | 3 – 0     | Izland        | Eb-selejtező  | -         |           |
| 24.       | 1983. szeptember 21. | Brüsszel, Heysel Stadion                  | Belgium       | 1 – 1     | Hollandia     | barátságos    | -         |           |
| 25.       | 1983. október 12.    | Dublin, Dalymount Park                    | Írország      | 2 – 3     | Hollandia     | Eb-selejtező  | -         |           |
| 26.       | 1983. november 16.   | Rotterdam, Feijenoord Stadion             | Hollandia     | 2 – 1     | Spanyolország | Eb-selejtező  | -         |           |
| 27.       | 1983. december 17.   | Rotterdam, Feijenoord Stadion             | Hollandia     | 5 – 0     | Málta         | Eb-selejtező  | 1         | 29'       |
| 28.       | 1984. március 14.    | Amszterdam, Stadion De Meer               | Hollandia     | 6 – 0     | Dánia         | barátságos    | -         |           |
| 29.       | 1984. október 17.    | Rotterdam, Feijenoord Stadion             | Hollandia     | 1 – 2     | Magyarország  | vb-selejtező  | -         |           |
| 30.       | 1984. december 23.   | Nicosia, Makário Stadion                  | Ciprus        | 0 – 1     | Hollandia     | vb-selejtező  | -         |           |
| 31.       | 1985. február 27.    | Amszterdam, Stadion De Meer               | Hollandia     | 7 – 1     | Ciprus        | vb-selejtező  | -         |           |
| 32.       | 1985. május 1.       | Rotterdam, Feijenoord Stadion             | Hollandia     | 1 – 1     | Ausztria      | vb-selejtező  | -         |           |
| 33.       | 1985. május 14.      | Budapest, Népstadion                      | Magyarország  | 0 – 1     | Hollandia     | vb-selejtező  | -         |           |
| 34.       | 1985. szeptember 4.  | Heerenveen, Abe Lenstra Stadion           | Hollandia     | 1 – 0     | Bulgária      | barátságos    | -         |           |
| 35.       | 1985. október 16.    | Anderlecht, Constant Vanden Stock Stadion | Belgium       | 1 – 0     | Hollandia     | vb-selejtező  | -         |           |
| 36.       | 1985. november 20.   | Rotterdam, Feijenoord Stadion             | Hollandia     | 2 – 1     | Belgium       | vb-selejtező  | -         |           |
|           | Összesen             |                                           |               | 36        | mérkőzés      |               | 1         | gól       |